# География Аризоны

Расположение Аризоны в Соединённых Штатах

Аризона — штат, не имеющий выхода к морю, расположенный в юго-западном регионе Соединённых Штатов Америки.
Аризона имеет обширную и разнообразную географию, известную глубокими каньонами, высокогорными и низменными пустынями, многочисленными естественными скальными образованиями и вулканическими горными хребтами. Аризона имеет сухопутные границы с Ютой на севере, с мексиканским штатом Сонора на юге, с Нью-Мексико на востоке и с Невадой на северо-западе, а также водные границы с Калифорнией и мексиканским штатом Нижняя Калифорния на юго-западе по реке Колорадо. Аризона также является одним из штатов Четырёх Углов и граничит по диагонали с Колорадо.
Общая площадь Аризоны составляет 113 998 квадратных миль (295 253 км2), что делает его шестым по величине штатом США. Из этой площади только 0,3% занимают водные поверхности, что делает Аризону штатом со вторым самым низким процентом водной площади (самый низкий показатель у Нью-Мексико — 0,2%). Аризона имеет примерно 335 миль (539 км) максимальной ширины и 390 миль (628 км) максимальной длины. Средняя высота составляет около 4000 футов (1200 м). Географический центр Аризоны находится в округе Явапай, примерно 55 миль (89 км) к востоку-юго-востоку от города Прескотт.

## Административное деление

Округа Аризоны

Аризона разделена на 15 округов и имеет 90 инкорпорированных городов (англ. cities and towns). Примерно 65 процентов жителей Аризоны проживают в округе Марикопа, население которого по данным переписи 2010 года составляло 3 817 117 человек. Округ Марикопа занимает четвёртое место среди округов страны по численности населения и является более населённым, чем 24 штата США. Административный центр округа Марикопа — Финикс, крупнейший город и столица Аризоны.
Следующим по численности населения является округ Пима, в котором по переписи 2010 года проживало 980 263 человека. Административный центр округа Пима — Тусон, где сосредоточено почти всё население. В совокупности почти 80% жителей Аризоны проживают либо в округе Марикопа, либо в округе Пима, хотя эти два округа занимают 16% от общей площади Аризоны. Из-за высокой численности населения округа Марикопа и округа Пима оба округа доминируют в политике штата.
Около 15% Аризоны находится в частной собственности, остальная земля в основном принадлежит Лесной службе США, Службе национальных парков США, резервациям коренных американцев, военным учреждениям и участкам дикой природы, находящимся в ведении Бюро по управлению земельными ресурсами. В Аризоне проживает 21 федерально признанное племя, каждое из которых является полуавтономным. Подавляющее большинство является частью Навахо-Нейшен, которая является крупнейшей резервацией коренных американцев по численности населения и размеру. Резервация Навахо охватывает всю северо-восточную Аризону вместе с частями Нью-Мексико и Юты, и по данным переписи 2010 года её население составляло 107 449 человек.

## Климат

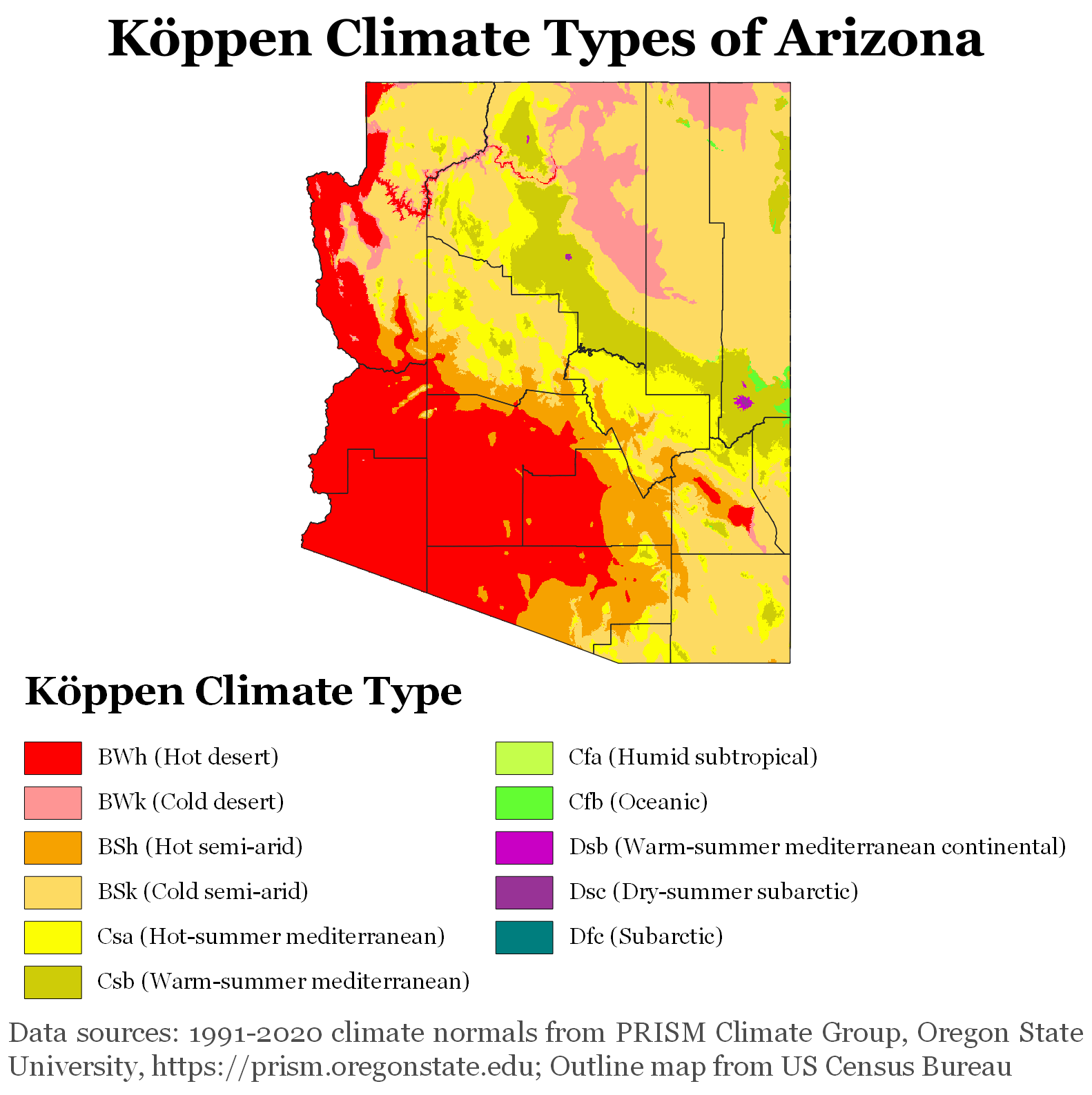
Классификация климатов Кёппена в Аризоне с использованием климатологических норм 1991—2020 годов.

Из-за большой площади штата и диапазона высот, существует множество локальных климатических условий. В целом, большая часть Аризоны получает мало осадков и классифицируется как имеющая либо засушливый, либо семиаридный климат. Северные части штата и горные районы, как правило, имеют более прохладный климат, в то время как юго-западные части штата, как правило, тёплые круглый год.

### Осадки

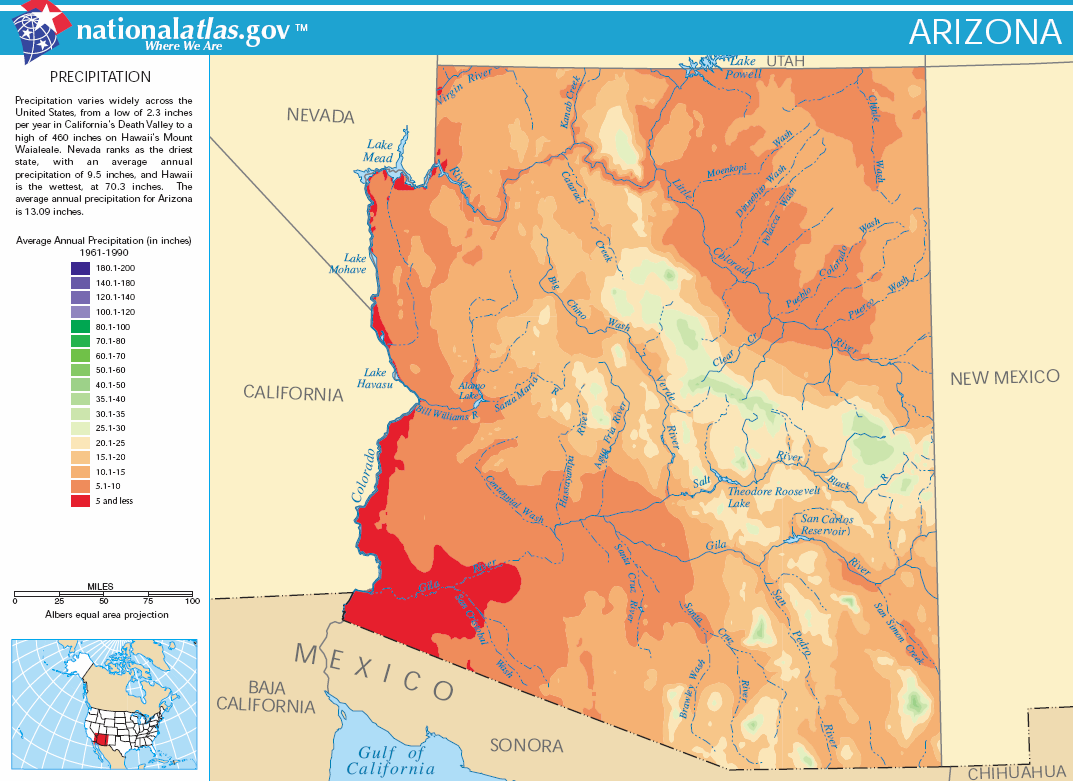
Среднее количество осадков в Аризоне

Осадки в Аризоне зависят от высоты и сезона года. Пиковые периоды осадков приходятся на начало зимы, когда штормовые системы из Тихого океана пересекают штат, и на лето, когда в Аризону с юго-востока врываются влажные ветры, которые получают влагу из Мексиканского залива. Летние дожди, как правило, происходят в форме гроз, которые являются результатом чрезмерного нагрева земли и подъёма влажного воздуха вдоль горных хребтов. Эти грозы могут вызывать сильные ветры, кратковременные периоды пылевой бури и изредка вызывать град. Самые обильные осадки выпадают в горных хребтах центральной и юго-восточной Аризоны, в то время как самые сухие условия наблюдаются в засушливых районах юго-западной Аризоны.
Количество дней с осадками может варьироваться от около 70 в районе Флагстаффа до 15 в районе Юмы. Самые высокие области Аризоны получают до 30 дюймов (760 мм) осадков в год, а южные склоны Моголлон-Рим и юго-восток в среднем от 15 до 20 дюймов (от 380 до 510 мм). Самая сухая часть штата — юго-западный регион, который получает менее 3 дюймов (76 мм) осадков в год, в то время как северо-восточное плато Колорадо находится в дождевой тени и получает от 4,5 до 10 дюймов (от 114 до 254 мм). Среднегодовые значения влажности варьируются от 55% во Флагстаффе до 23% в Юме. Из-за высоких температур, низкой влажности и наличия солнечного света в Аризоне высокие показатели испарения. Среднегодовое испарение водоёмов варьируется от около 80 дюймов (2000 мм) в юго-западной части штата до около 50 дюймов (1300 мм) на северо-востоке.

### Снег
Хотя пустынные части Аризоны славятся своим тёплым климатом, снег не является редкостью для некоторых частей Аризоны. С ноября по март, когда штормовые системы из Тихого океана пересекают штат, в горах центральной, северной и юго-восточной Аризоны может скапливаться сильный снег. Умеренный снег может выпадать даже на юге, вплоть до Ногалеса, который находится на южной границе с Мексикой, поскольку там зимой ночные температуры опускаются ниже нуля.
Края Большого каньона покрыты снегом зимой из-за их большой высоты. Южный край Большого каньона, расположенный на высоте в среднем 7000 футов или 2100 метров, получает 60 дюймов или 1,52 метра снега в год, а Северный край Большого каньона, расположенный на высоте более 8000 футов или 2400 метров, получает 144 дюйма или 3,66 метра снега.

### Температуры
Из-за сухого климата и редкой облачности по всему штату температура может резко меняться от дня к ночи и от сезона к сезону. В частях Аризоны, расположенных в пустыне Сонора, дневные температуры теплые круглый год, в то время как в других частях штата регулярно наблюдаются сезонные холода. Средние дневные температуры в Юме, которая расположена недалеко от юго-западного угла Аризоны, колеблются от 43 до 67 °F (от 6 до 19 °C) в январе и от 81 до 107 °F (от 27 до 42 °C) в июле. Во Флагстаффе, расположенном в центральной части штата, средние дневные температуры колеблются от 14 до 41 °F (от −10 до 5 °C) в январе и от 50 до 81 °F (от 10 до 27 °C) в июле. Рекордно высокая температура для Аризоны составила 128 °F (53 °C), измеренная в Лейк-Хавасу-Сити 29 июня 1994 года и 5 июля 2007 года. Рекордно низкая температура для Аризоны составила -40 °F (-40 °C), измеренная в озере Хоули 7 января 1971 года.

## Физико-географические регионы

Физиографические регионы Аризоны

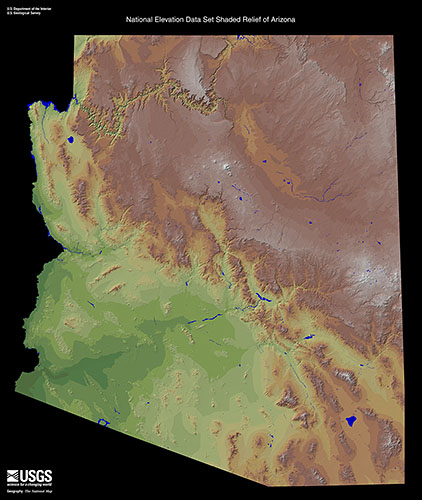
Карта рельефа Аризоны

Аризону можно разделить на два основных физико-географических региона: плато Колорадо и Провинция долин и хребтов, а также зону между ними, называемую Переходной зоной.

### Плато Колорадо
Плато Колорадо — полузасушливый, в основном равнинный регион высотой от 5000 до 8000 футов (от 1524 м до 2438 м), с центром в регионе Четырёх углов. Плато Колорадо охватывает площадь приблизительно 140 000 миль² (360 000 км²). Оно включает северную Аризону, за исключением небольшой части северо-западной Аризоны. Плато заканчивается крутой скальной стеной Моголлон-Рим, которая определяет южный край плато.
Плато Колорадо имеет прозвище «Страна Красных Камней» из-за его ярко окрашенных осадочных пород, оставшихся видимыми из-за засухи и эрозии и защищённых от деформации. Геология плато Колорадо представлена каньонами реки Колорадо, а Большой Каньон обнажает одну из самых необычных скальных последовательностей в мире. В этом районе есть много отличительных природных особенностей, уникальных для Аризоны, включая Большой Каньон, Каньон Антилопы, Аризонский кратер, Пейнтед-Дезерт и Петрифайд-Форест.

### Переходная зона
Аризонская переходная зона — северо-западный эскарп горной местности в центральной Аризоне, образованный пересечением плато Колорадо более высокого уровня с Провинцией долин и хребтов более низкого уровня. Район называется переходной зоной, потому что он является переходным между двумя регионами, с характеристиками обоих. Район состоит из ряда изрезанных горных хребтов и долин. Многие горы переходной зоны являются частью Моголлон-Рим, скалы или местами драматического эскарпа, который простирается на 115 миль (190 км) от северного округа Явапай на восток до границы с Нью-Мексико.
Переходная зона включают горные хребты Мазацал, Санта-Мария, Сьерра-Анча и Уайт-Маунтинс. Из-за диапазона высот в Переходной зоне климатические условия могут сильно различаться на небольших территориях. Переходная зона, как правило, является одной из областей Аризоны, где выпадает больше осадков из-за её горного рельефа, и где температура меняется в зависимости от высоты.

### Провинция долин и хребтов
Провинция долин и хребтов в Аризоне — регион, занимающий южную часть Аризоны, вместе с полосой земли, состоящей из западной части штата. Она также является частью гораздо более крупного региона, охватывающего юго-запад Нью-Мексико, западную Юту и практически всю Неваду, и простирающегося до северо-западной Мексики. Провинция характеризуется крутыми линейными горными хребтами, чередующимися с протяжёнными пустынями. Горные хребты, которые пронзают протяженные пустынные равнины, окружающие их, могут подниматься выше 9000 футов (2700 м) и создавать биологические острова, населённые растениями и животными прохладного климата. Геология Провинции является результатом расширения земной коры Североамериканской плиты. Из-за расширения земной коры площадь земной коры под регионом является одной из самых тонких в мире. Провинция поставляет почти всю медь, добываемую в Аризоне, и содержит другие полезные ископаемые, такие как золото, серебро и барит.

## Реки
Крупнейшие реки Аризоны — река Колорадо и один из её главных притоков — река Хила. Почти вся Аризона лежит в водосборном бассейне реки Колорадо.

### Река Колорадо
Река Колорадо жизненно важна для Аризоны из-за постоянной засушливости региона. Река знаменита своей ролью в создании Большого каньона, который создавался в течение шести миллионов лет. Несколько ирригационных систем отводят воду из реки Колорадо, из которых наиболее важной для Аризоны является Сентрал-Аризона-Проджект. Сентрал-Аризона-Проджект, протяженностью 336 миль (541 км), отводит 1 500 000 акро-футов (1,9 км³) воды из Лейк-Хавасу-Сити в центральную и южную Аризону. Река также используется для гидроэлектроэнергии через различные плотины вдоль реки. Плотины на реке Колорадо, идущие вниз по течению, — это Глен-Каньон, плотина Гувера, Дэвис, Паркер, Империал, Лагуна и Морелос.

### Река Хила
Река Хила имеет длину 650 миль (1050 км) и простирается от юго-запада Нью-Мексико до слияния с рекой Колорадо около Юмы. В то время как верховья реки Хила текут свободно, часть реки ниже области Финикса обычно либо ручеек, либо полностью пересыхает из-за отвода воды для орошения. Единственная крупная плотина на реке Хила — Кулидж, расположенная в 31 миле (50 км) к юго-востоку от Глоба.

## Пустыни

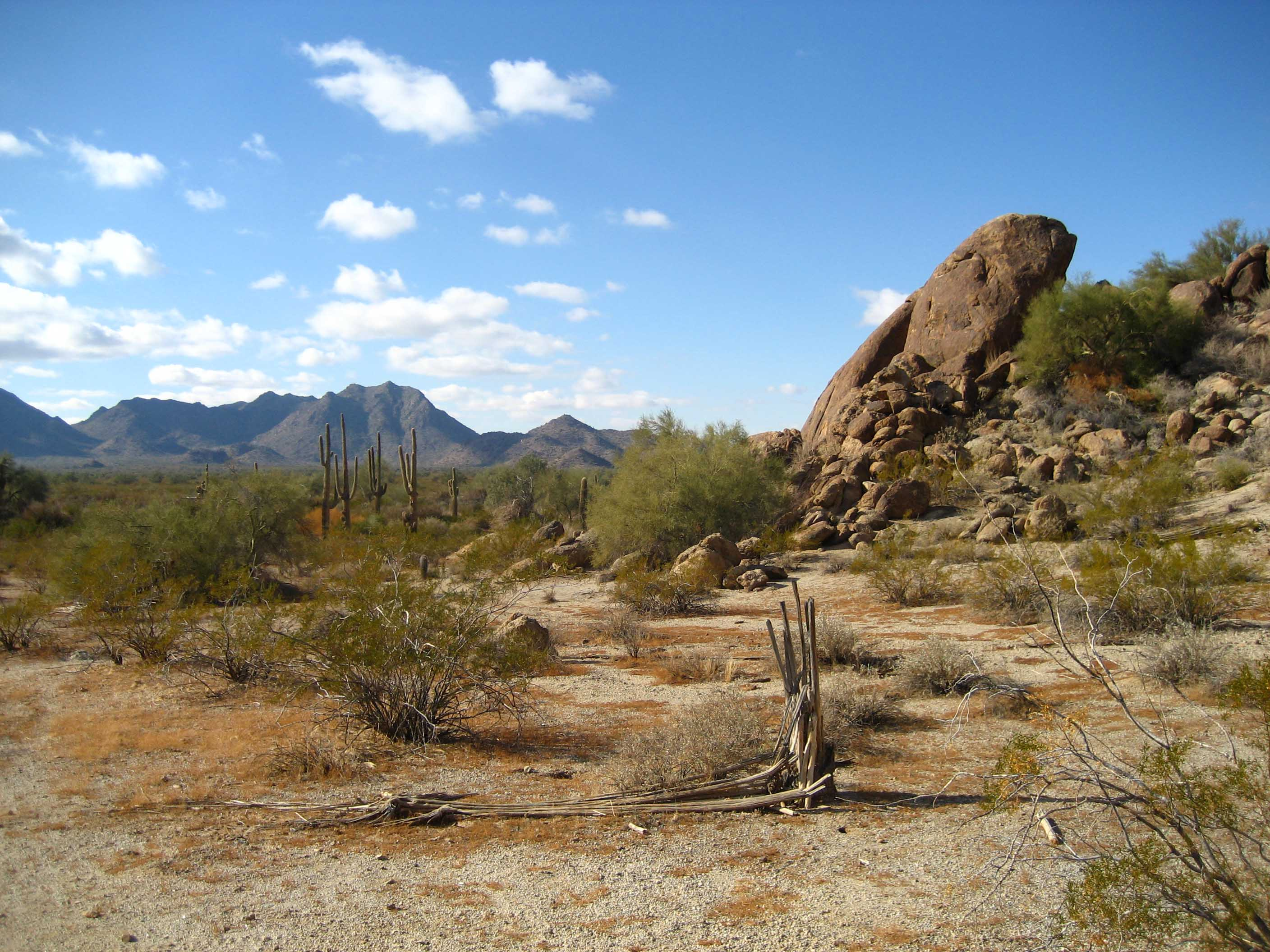
Пустыня Сонора в 35 милях к западу от Марикопы

### Пустыня Сонора
Пустыня Сонора охватывает юго-западную часть Аризоны, включая города Финикс, Тусон и Юма. Пустыня Сонора является одной из самых жарких пустынь Соединённых Штатов и поддерживает теплую температуру круглый год. Несмотря на скудное количество осадков в течение года, пустыня является домом для разнообразной популяции флоры и фауны, поскольку в ней два сезона дождей в году. Несколько популяций растений процветают благодаря их специализированным адаптациям к климату, и различные виды кактусов можно найти в дикой природе. Пустыня Сонора является единственным местом в мире, где карнегия растёт в дикой природе, а Ferocactus wislizeni, опунция и Stenocereus thurberi являются одними из других видов кактусов, встречающихся в пустыне Сонора.

### Пустыня Мохаве
Северо-западная Аризона включает часть пустыни Мохаве, которая находится на большей высоте, чем пустыня Сонора. Границы пустыни Мохаве можно определить по наличию юкки коротколистной, которая является эндемиком пустыни. В отличие от пустыни Сонора, в пустыне Мохаве мало деревьев, как по количеству, так и по разнообразию.

### Пейнтед-Дезерт
Пейнтед-Дезерт — обширная область бесплодных земель, расположенная на плато Колорадо в Северной Аризоне. Она охватывает не менее 146 миль² (380 км²) и простирается от 30 миль (48 км) к северу от Камерона, недалеко от Большого Каньона, заканчиваясь сразу за Петрифайд-Форест. Пейнтед-Дезерт получила свое название от множества цветных отложений и бентонитовой глины, которые видны в её скальной формации Чинле, оставшейся обнажённой в результате эрозии. В южной части пустыни остатки хвойного леса триасового периода окаменели за миллионы лет. Большая часть Пейнтед-Дезерт расположена на территории навахо и доступна только пешком.

### Пустыня Чиуауа
Небольшая часть юго-восточной Аризоны является частью пустыни Чиуауа. Из-за большей высоты по сравнению с пустыней Сонора, летом там, как правило, более мягкие температуры.

## Острова
Аризона — третий по величине штат, не имеющий выхода к океану, после Монтаны и Нью-Мексико. Несмотря на то, что Аризона не имеет выхода к морю, в ней есть острова, хотя штат занимает третье место по наименьшему количеству воды — всего 363,73 миль² (942 км²) после Западной Вирджинии и Нью-Мексико. 0,3% воды Аризоны — это второй самый низкий процент после 0,2% воды Нью-Мексико. Большинство островов Аризоны находятся на реке Колорадо (в основном водохранилище Мид). Водохранилище Рузвельт также содержит ряд островов.

## Горы

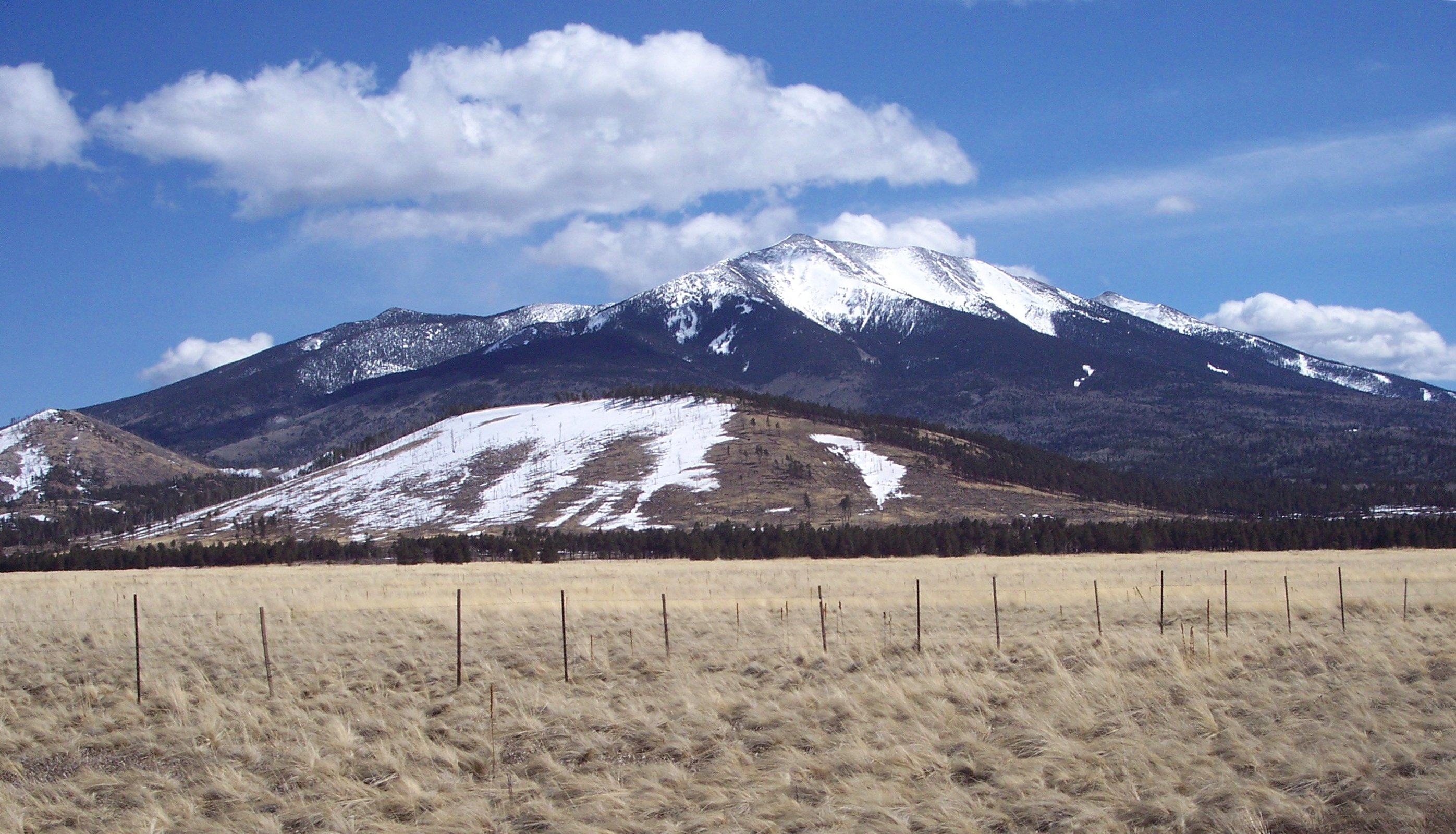
Хамфрис-Пик вид на западную сторону с, с на заднем плане

Аризона — довольно гористый и суровый штат, где находится крупнейший в мире непрерывный лес из жёлтой сосны. Многие горные хребты превышают 9000 футов (2700 м) в высоту, а некоторые из них могут удерживать снег всё лето.
В Аризоне 194 горных хребта. Самые высокие находятся вдоль юго-западного края плато Колорадо, включая вулканические Сан-Франциско-Пикс к северу от Флагстаффа и Уайт-Маунтинс Моголлон-Рим. В Провинции долин и хребтов южной и западной Аризоны есть много скалистых хребтов, существующих как небесные острова в пустынях Сонора и Чиуауа.

### Десять самых высоких горных вершин

#### Хамфрис-Пик
Хамфрис-Пик в Национальном лесу Коконино — самая высокая вершина в Аризоне. Она является частью горного хребта Сан-Франциско-Пикс, вулканического хребта в 9 милях (14 км) к северу от Флагстаффа. Она достигает высоты 12 633 футов (3 851 м) над уровнем моря и является одной из самых выдающихся вершин в Соединенных Штатах за пределами Скалистых гор. Гора достаточно высока, чтобы сохранять снежный покров летом, когда температура не может превышать 40 °F. Единственная поддерживаемая тропа к вершине — это тропа Хамфриса, сложный поход, который начинается в Аризоне Сноубоул.

#### Агассиз-Пик
Называемый просто «Агассиз», Агассиз-Пик является сестрой горы Хамфрис-Пик и одной из «Большой четвёрки» Сан-Франциско-Пикс или пяти самых высоких вершин в Аризоне. Его вершина находится на высоте 12 356 футов (3766 м) над уровнем моря. Гора закрыта для альпинистов летом, чтобы защитить её хрупкую среду тундры. Эта вершина обычно теряет снег в конце мая, но, как известно, снег сохраняется до июня.

#### Фримонт-Пик
Высотой 11 946 футов (3 641 м) над уровнем моря, Фримонт-Пик также находится в горах Сан-Франциско-Пикс. Эта вершина относительно неизвестна туристам и местным жителям, и она расположена вдоль седловины Дойла, где она не очень заметна. На самом деле это не вершина, а просто высокая точка седловины Дойла. Тропа Хамфрис проходит по этому хребту и на вершине Фримонт-Пик.

#### Обино-Пик
Обино-Пик, четвёртая по высоте вершина в Аризоне, возвышается на 11 818 футов (3 602 м) над уровнем моря. Это довольно крутой пик, и именно здесь в 2005 году сошла лавина. Эта гора находится на северной стороне Сан-Франциско-Пикс и примыкает к каньону Обино.

#### Рис-Пик
Рис-Пик — гораздо меньший пик, чем большинство вершин в горах Сан-Франциско, и высотой 11 444 фута (3 488 м) он образует северо-восточную оконечность хребта. На этой вершине нет альпийской тундры, но она является домом для знаменитой сосны остистой. Вершину можно различить, только глядя прямо на неё, в противном случае другие вершины полностью ее затмевают.

#### Дойл-Пик
Дойл-Пик (англ. Doyle Peak) имеет высоту 11 440 футов (3 487 м) и может быть виден как вершина справа, если смотреть на Сан-Франциско-Пикс из района Флагстаффа. Пик лучше всего виден с дороги Шульц-Пасс, и он известен своим непрерывным поясом осин. Этот пик является отправной точкой седловины Дойл, соединяющей Дойл-Пик с Агассиз-Пик.

#### Маунт-Болди
Маунт-Болди (англ. Mount Baldy (Arizona)), расположенная в Уайт-Маунтинс в индейской резервации Форт-Апачи, представляет собой размытую горную вершину, вершина которой находится на высоте 11 391 фут (3472 м) над уровнем моря. Своё название она получила от местных жителей, потому что на её верхнем хребте нет деревьев, что придает ей вид лысой горы. На горе Болди находится горнолыжный курорт Санрайз. Гора не является частью хребта, это просто одиночная выдающаяся вершина с пологими склонами и округлой, а не изрезанной вершиной. То же самое касается и большей части Уайт-Маунтинс, геологически старого хребта, когда-то такого же высокого, как Аляскинский хребет, но который был размыт за века. На горе растёт лес из остистой сосны, и некоторые считают Уайт-Маунтинс продолжением Скалистых гор из-за схожих средних значений высоты, видов деревьев, животных и погоды.

#### Маунт-Орд
Маунт-Орд (англ. Mount Baldy (Arizona)) высотой 11 348 футов (3 459 м) является частью Уайт-Маунтинс и расположена в округе Апаче в индейской резервации Форт-Апачи. Снег на этой горе часто остается дольше всего летом из-за её большой высоты и пологого северного склона, снег может держаться на уровне 3–6 дюймов (76–152 мм), иногда больше, до июня, только затем тает пятнами.

#### Парадайз-Бьютт
Высотой 11 148 футов (3398 м) Парадайз-Бьютт находится в Уайт-Маунтинс недалеко от Маунт-Болди и Маунт-Орд, недалеко от горнолыжного парка Санрайз-Ски-Парк.

#### Маунт-Томас
В округе Апаче гора Томас достигает высоты 11 121 фут (3390 м).